# Banj
Banj je naselje ob istoimenskem zalivu na severovzhodni obali otoka Pašmana, ki upravno spada pod občino Pašman Zadrske županije. Leži ob lokalni cesti Pašman - Ždrelac. Okolica naselja je porasla z borovim gozdom in makijo. Z griča Bokolj visokega 168 mnm, ki leži zahodno od naselja je lep pogled na Pašmanski kanal.

## Demografija
| Pregled števila prebivalcev po letih | Pregled števila prebivalcev po letih | Pregled števila prebivalcev po letih | Pregled števila prebivalcev po letih | Pregled števila prebivalcev po letih | Pregled števila prebivalcev po letih | Pregled števila prebivalcev po letih | Pregled števila prebivalcev po letih | Pregled števila prebivalcev po letih | Pregled števila prebivalcev po letih | Pregled števila prebivalcev po letih | Pregled števila prebivalcev po letih | Pregled števila prebivalcev po letih | Pregled števila prebivalcev po letih | Pregled števila prebivalcev po letih | Pregled števila prebivalcev po letih |
| ------------------------------------ | ------------------------------------ | ------------------------------------ | ------------------------------------ | ------------------------------------ | ------------------------------------ | ------------------------------------ | ------------------------------------ | ------------------------------------ | ------------------------------------ | ------------------------------------ | ------------------------------------ | ------------------------------------ | ------------------------------------ | ------------------------------------ | ------------------------------------ |
| 1857                                 | 1869                                 | 1880                                 | 1890                                 | 1900                                 | 1910                                 | 1921                                 | 1931                                 | 1948                                 | 1953                                 | 1961                                 | 1971                                 | 1981                                 | 1991                                 | 2001                                 | 2011                                 |
| 172                                  | 222                                  | 241                                  | 259                                  | 310                                  | 359                                  | 407                                  | 359                                  | 449                                  | 448                                  | 399                                  | 357                                  | 346                                  | 256                                  | 194                                  | 193                                  |